# Pitarc
Pitarc (en xurro, Pitarc; en castellà i oficialment, Pitarque) és un municipi de la província de Terol, es troba a la comarca del Maestrat aragonés. Al peu de la muntanya de Peñarrubia, al costat del poble neix el riu Pitarque. S'accedeix des de la carretera nacional N-211 per la regional A-1702.

Té 104 habitants (INE 2008) i és d'una gran riquesa faunística (voltors, àguiles, cabres) i botànica (bosc mediterrani caducifoli).